# 石川貞治
石川 貞治（いしかわ ていじ、1864年 - 1932年）は、日本の教育者・文化人類学者・技師・実業家・技官。

## 人物
島根県浜田市生まれ。1884年札幌農学校入学。1888年同校卒業（7期）。卒業後、考古学や文化人類学の研究者として札幌農学校助教授に就任。1896年拓殖務省技師に就任。その後、北海道庁にて鉱山・測量の技術者となる。同庁を退官後、北海道における金山・炭坑・油田の開発や経営を手掛ける。特に、鉱床開発では、手稲山が有名で、鉱業権を取得し、手稲鉱山と命名。その後、大津和多理、大町信、岡元輔、浅羽靖と共に、札幌農学校予科入学を目指す中等教育機関として北海英語学校中等部を創立。また、北海中学校・北海高等学校の創立にも大きく寄与した。技師としての立場から測量などを行い、地質学を啓蒙。その後、旧制北海中学校の運営に携わりつつ、生涯研究を重ねた。

## 研究分野
文化人類学者として1889年には「石器時代のアイヌ人の生活状況」、1891年には「択捉島の竪穴住居・土器に関する研究」を発表。また、1894年には千島列島で地質学・考古学上の調査を実施した。この調査によりその後の現在までの考古研究の礎となった。なお、国後島や色丹島、歯舞諸島についても研究している。

## 著書・論文
- 『北海道札幌市街の開発に就て地学上の考察』（地学雑誌, 1893年）
- （横山壮次郎）共著『鑛物調査報文 : 北海道廳地質調査』（正巻・続巻, 北海道廳, 1894年-1896年）
- 『千島巡検雑記』（地学雑誌, 1895年）

などがある。